# Saint-Hilaire-en-Lignières
Saint-Hilaire-en-Lignières är en kommun i departementet Cher i regionen Centre-Val de Loire i de centrala delarna av Frankrike. Kommunen ligger  i kantonen Lignières som tillhör arrondissementet Saint-Amand-Montrond. År 2022 hade Saint-Hilaire-en-Lignières 496 invånare.

## Befolkningsutveckling
Antalet invånare i kommunen Saint-Hilaire-en-Lignières
Referens:INSEE